# 基本件名標目表
基本件名標目表（きほんけんめいひょうもくひょう、Basic Subject Headings; BSH）は、図書館での情報検索に用いられる索引の言葉を規定して表にまとめた件名標目表の1つであり、日本図書館協会より刊行されているものである。
日本件名標目表（NSH）をもとに1956年に初版が作られ、1999年に刊行された4版が現在の最新版である。